# Осечно
Осечно (пол. Osieczno) — село в Польщі, у гміні Відава Ласького повіту Лодзинського воєводства.
Населення — 100 осіб (2011).
У 1975-1998 роках село належало до Серадзького воєводства.

## Демографія
Демографічна структура станом на 31 березня 2011 року:
|          | Загалом | Допрацездатний вік | Працездатний вік | Постпрацездатний вік |
| -------- | ------- | ------------------ | ---------------- | -------------------- |
| Чоловіки | 53      | 8                  | 41               | 4                    |
| Жінки    | 47      | 10                 | 27               | 10                   |
| Разом    | 100     | 18                 | 68               | 14                   |